# Sirius (manhwa)
Pour les articles homonymes, voir Sirius (homonymie).
Sirius (천랑열전, Chun Rhang Yhur Jhun) est un manhwa sud-coréen écrit par Park Sung-woo. Il a été distribué par les éditions Tokebi en France, mais n'a pu être entièrement publié à la suite de la faillite de la maison mère. Il fut pré publié par IQ Jump Comics, un magazine hebdomadaire coréen.